# Le astuzie femminili
Le astuzie femminili és una òpera en dos actes de Domenico Cimarosa, amb llibret de Giuseppe Palomba. S'estrenà al Teatro dei Fiorentini de Nàpols el 26 d'agost de 1794.
És una òpera de gran interès, tot i que conté alts i baixos estilístics. La partitura va patir no pocs insults gratuïts.

## Representacions
El 1871 Enrico Golisciani es va encarregar de reelaborar el llibret, mentre Cesare Rossi, mestre de clavicèmbal del San Carlo, es va ocupar dels recitatius, per a una reposició que va tenir lloc al Teatre Napoletano dei Filodramatici. De mal en pitjor, el 1920 Ottorino Respighi va gosar reinstrumentar tota la partitura de Cimarosa, com si aquesta hagués necessitat aquesta revisió, per a l'Opéra de París, versió que es va reposar el 1939 al V Maggio Musicale Fiorentino.
Le astuzie femminili parteix de la ja usual situació de la noia destinada pel seu tutor a un desconegut a qui no estima, i que té un enamorat secret. Amb l'ajuda d'una amiga, Bellin, que així es diu la protagonista, aconsegueix desbaratar els plans en contra seu. Encara que es tracta d'una òpera bufa, el personatge de Bellin, seguint l'empremta de la Carolina de Il matrimonio segreto, té un pols i unes vibracions que no pertanyen ja a les obres del segle xviii i, en el duo amb Don Filandro, el seu enamorat, tornem a trobar les secretes ànsies de Carolina i Paolino. L'òpera conclou amb un ballet rus, concessió de Cimarosa a aquest exotisme turc, rus o xinès que tan de moda estava a la comèdia settecentesca i que no va deixar de transferir al melodrama.